# Ravne
Ravne falu Szlovéniában, a Goriška statisztikai régióban. Közigazgatásilag Ajdovščinához tartozik.
A falu templomát Szent János és Pál tiszteletére emelték és a Koperi egyházmegyéhez tartozik. A falu a črničei egyházközséghez tartozik.

## Fordítás
- Ez a szócikk részben vagy egészben  a   Ravne, Ajdovščina című angol Wikipédia-szócikk ezen változatának fordításán alapul.  Az eredeti cikk szerkesztőit annak laptörténete sorolja fel. Ez a jelzés csupán a megfogalmazás eredetét és a szerzői jogokat jelzi, nem szolgál a cikkben szereplő információk forrásmegjelöléseként.